# الروتاري الدولي
الروتاري الدولي (بالإنجليزية: Rotary International)‏ منظمة تطوعية للخدمة العامة، أسسها بول هاريس (محامي) وثلاثة من أصدقائه هم: سيلفستر شيلي (تاجر فحم) وجوستافوس لوير (مهندس مناجم) وحيرام شوري (خياط) في شيكاغو في عام 1905. ويعني اسمه التناوب لكون الاجتماعات كانت تعقد بصورة دورية. ويهدف إلى خدمة المجتمع الذي يقع النادي في دائرته، وخدمة أعضائه من خلال توثيق الصلات بين الأعضاء الذين ينتمون لمهن مختلفة. اتسعت عضوية النادي بمرور الوقت لتشمل في عام 2006 حوالي مليون ومائتي ألف عضو في 32 ألف نادي من 200 بلد. ويتم ضم الأندية في مقاطعة معينة إلى ما يعرف بمنطقة الروتاري.

## المؤسسة الروتارية

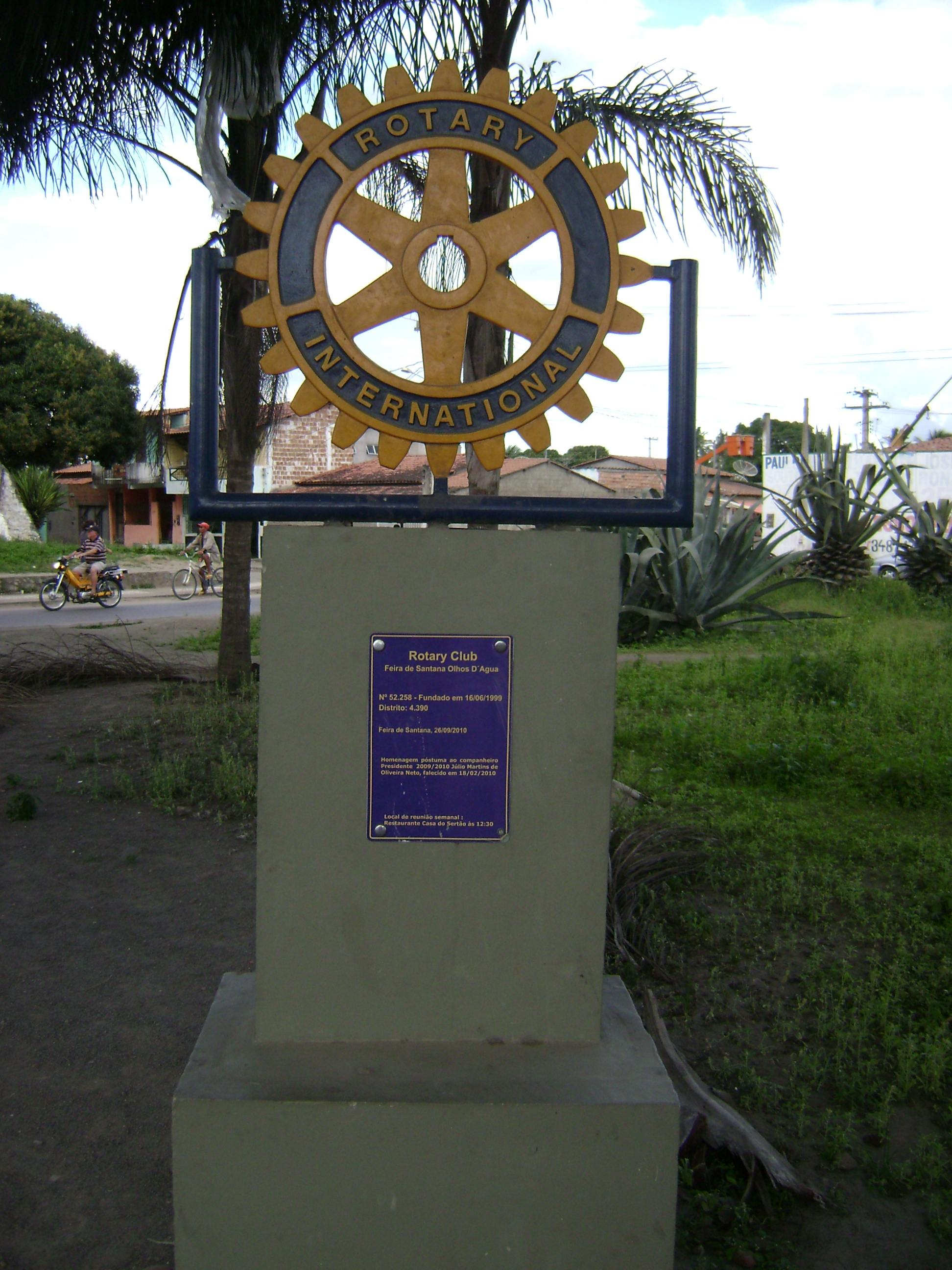
نصب روتاري في فييرا دي سانتانا ، البرازيل.

وهي مؤسسة تابعة للروتاري تختص بتوفير منح دراسية ومهنية كما توفر دعما من المال والخبرات للمشاريع الخدمية التي تقوم بها أندية الروتاري حول العالم. أسسها في عام 1917 أرش كلومف الرئيس السادس للروتاري الدولي. وبلغت ميزانيتها في عام 2004-2005 حوالي 118 مليون دولار. وتوفر دعما سنويا لما يقرب من 1200 طالب. ومن المشاريع الهامة التي يدعمها الروتاري توفير مصل شلل الأطفال حول العالم.

## منظمات تابعة للروتاري
- الإنرويل: وهي منظمة خاصة بسيدات الروتاري.
- الروتارآكت: وهو منظمة للشباب والشابات بين سن 18 و30 عاما يقومون بمشاريع خدمية مختلفة كما يقومون بتنمية مهاراتهم. ولا يتم إنشاء نادي روتارآكت إلا برعاية نادي روتاري.
- الإنترآكت: وهي منظمة للشباب والشابات ممن تقل أعمارهم عن 18 عاما وتماثل الروتارآكت.

## زمالة بول هاريس
وهي شهادة تقدير ودبوس يُمنحان لمن تبرع للمؤسسة الروتارية بمبلغ ألف دولار. وكلما تبرع الشخص كلما حصل على دبوس مختلف. ويمكن للنادي أو العضو أن يتبرع سنويا للحصول على زمالة بول هاريس. ويتم إجراء مسابقات سنوية لهذا الغرض من أجل تحفيز الأعضاء والأندية على التسابق للتبرع. ويتم وضع التبرع لدى المؤسسة الروتارية.

## الجذور الفكرية والعقائدية
يدعو الروتاري الي السلام الدولي ونشر القيم والأخلاق الحميدة لخدمة المجتمع. وللروتاري الآن أكثر من 1,200,000 عضو من 35,000 نادي في العالم في أكثر من 210 دولة ومنطقة جغرافية وهذه الأندية تعمل وفقا لقوانين البلدان المشهرة فيها وتحت الإشراف المباشر للهيئة الادارية التي تشرف على النشاط التطوعي والجمعيات الأهلية في كل بلد، وليس لأندية الروتاري أي أجندات سرية غير معلنة، كما أن اجتماعاتها مفتوحة للجميع . وتقوم الأندية بتنفيذ مشاريع خدمية تعالج التحديات الحالية – مثل الأمية ، الجوع ، الفقر، المرض، نقص المياه النظيفة وتلوث البيئة – مع الحث على المحافظة على أعلى المستويات الأخلاقية في حياتهم المهنية.
ويعتبر الروتاري أكبر منظمة خاصة في العالم لتقديم المنح الدراسية الدولية، حيث تقوم المؤسسة الروتارية التابعة للروتاري الدولي بمساعدة أكثر من 1000 طالب كل عام للدراسة في الخارج والعمل كسفراء للنوايا الحسنة في الدول التي يدرسون فيها . كما يشارك الروتاري مع سبع جامعات عالمية عريقة في تقديم الفرصة للمبعوثين للحصور على شهادة الماجستير في دراسات السلام وحل النزاعات . ويعتبر برنامج مكافحة شلل الأطفال (بوليو بلس Polio Plus) من أهم البرامج التي قامت وتقوم بها المؤسسة الروتارية . حيث أنه عند الانتهاء من القضاء على مرض شلل الأطفال يكون أعضاء أندية الروتاري قد قدموا ما يزيد عن مليار وربع المليار دولار أمريكي بالإضافة إلى ساعات لا تحصى من العمل التطوعي لتطعيم أكثر من مليار طفل في 122 دولة. ويتصدر الروتاري قيادة الجهد العالمي للقضاء على شلل الأطفال بالتعاون مع منظمة الصحة العالمية، اليونيسيف والمراكز الأمريكية للحماية من الأمراض .
ونوادي الروتاري هي نواد غير سياسية ومفتوحة أمام كل الأعراق والثقافات والمعتقدات دون تمييز أو تحيز . في العالم العربي تقوم أندية الروتاري بمشاركة المجتمع المحلي في همومه وفي معالجة مشاكله وتوفير المياه النظيفة في المدارس والقرى وتأهيل القرى النائية المعدمة إضافة إلى تكفلها بعمليات القلب الجراحية للأطفال وتوفير العديد من حملات التوعية والتبرع لتوفير العلاج لأمراض السكري والسرطان والكبد والسل وغيرها. والمساهمة في تخفيف وطأة أمراض المجتمع من تدخين وإدمان والعنف الأسري وطيش القيادة وغيرها. وتولي هذه الأندية اهتماماً خاصاً بتوفير مستلزمات المدارس والطلبة من كمبيوتر أو كتب أو مستلزمات الدراسة سنوياً . وتنشط الأندية بدعم المحتاجين لتعلم الحرف المختلفة أو إرشاد الطلاب في اختيار المهن والحرف اللازمة لمجتمعاتهم . وتهتم بتزويد الجمعيات والمؤسسات الرسمية والخاصة بالأجهزة الطبية المتقدمة وسيارات الإسعاف وباصات النقل وغيرها من آلاف المشاريع سنوياً .

## وصلات خارجية
- الموقع الرسمي